# Wismars vapen

Wismars stora vapen sedan 1995

Wismars vapen fastställdes i sitt nuvarande utseende 1995 av staden Wismar, men bygger på det vapen som antogs under revolutionsåret 1918. Före 1918 användes ett annat vapen, som dock fortfarande används i vissa sammanhang och räknas som stadens lilla vapen. Staden har alltså två vapen, ett stort och ett litet.

## Blasonering
Den officiella blasoneringen för Wismars stor vapen på tyska lyder: "Das Wappen zeigt in Silber über blauem Wellschildfuß, darin drei (2:1) silberne Fische, die oberen zugewendet, der untere nach links gekehrt, eine nach links schwimmende rote Kogge mit zwei silbernen Streifen längs der Deckslinie, goldbeschlagenem Ruder und goldenem Bugspriet; am Mast eine goldene Tatzenkreuzspitze, darunter eine nach links wehende, zweimal von Silber und Rot längsgestreifte Flagge, ein goldener Mastkorb und ein goldener Schild, dieser belegt mit einem herschauenden schwarzen Stierkopf mit silbernen Hörnern, goldener Krone, geöffnetem Maul, ausgeschlagener roter Zunge und abgerissenem Halsfell, das bogenförmig ausgeschnitten ist und sieben Spitzen zeigt; auf dem Bug der Kogge eine nach links gekehrte widersehende natürliche Möwe."
Det äldre vapnet, lilla vapnets blasonering på tyska: "Das frühere, ehemalige Wappen der Stadt Wismar – gespalten, rechts in Gold ein halber herschauender schwarzer Stierkopf mit silbernen Hörnern, goldener Krone, geöffnetem Maul, ausgeschlagener roter Zunge und abgerissenem Halsfell am Spalt; links vier Querbänder gleicher Breite von Silber und Rot."

## Bakgrund
Det äldsta kända sigillet för staden härstammarfrån 1250 och visar en kogg och en sköld med ett tjurhuvud på masten. Skeppet visar på handelns betydelse för den hansastaden, fiskarna under båten, på fiskets betydelse. Måsen som i skeppets för, tillkom först på 1300-talet och om den har någon särskild symbolisk betydelse är inte längre känt. Skölden i masten är vapenskölden för hertigdömet Mecklenburg, som staden sedan tidigare tillhörde.
Fram till 1918 hade staden ett vapen med ett framkommande tjurhuvud och vit-röda ränder hämtade från Wismars flagga. Från 1918 återinfördes ett vapen baserat på sigillen från medeltiden, men vapnet hade då blått fält, vilket från 1995 ändrades till silver. Det gamla vapnet räknas numera som stadens lilla vapen, kallas "signet" (ung. "signatur" eller "litet sigill") och får användas av vem som helst som representera Wismar, medan det stora vapnet används av stadens myndigheter.

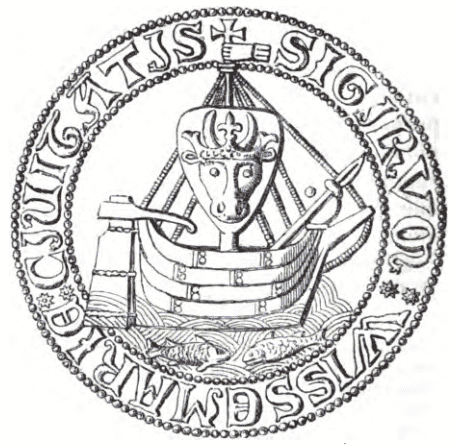
Sigillbild med stadens vapen 1250
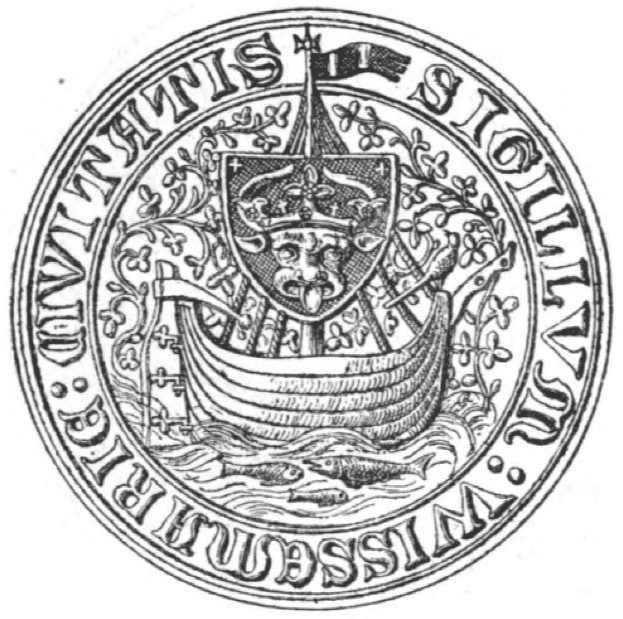
Sigillbild från 1300-talet
Stadens vapen till 1918, numera litet vapen och även "signet"
1918–1995